# Костычи (Николаевская область)
Костычи (укр. Костичі) — село в Баштанском районе Николаевской области Украины. Административный центр Костычевского сельского совета.
Село находится на берегу реки Ингул. Основано в 1794 году. Население по переписи 2001 года составляло 923 человека. Почтовый индекс — 56160. Телефонный код — 5158. Занимает площадь 0,745 км².

## Местный совет
56160, Николаевская обл., Баштанский р-н, с. Костычи, ул. Ивана Франко, 8б, тел. 9-39-21.